# Castell de Llanera
El castell de Llanera és un castell del municipi de Torà, al Solsonès, declarat bé cultural d'interès nacional.

## Ubicació
El castell es troba a l'antic nucli de Llanera, a l'extrem nord-est del municipi. S'aixeca dalt d'un turó a la conjunció de la rasa de Borics amb la riera de Llanera, al costat de l'església de Sant Martí. L'indret és extremadament feréstec i solitari, solcat per nombroses barrancades i protegit per grans boscúries. Només les esparses masies i els nombrosos camps de conreu guanyats al bosc donen un aspecte amable al paisatge.
La ruta més bona per anar al castell de Llanera parteix de l'Hostal Nou, a Llobera. La carretera és asfaltada mentre passa pel terme de Llobera, després és una pista de terra bastant ben conservada.

## Descripció
Aquesta és l'herència del que havia estat un gran castell del segle xi, convertit en època moderna en casal senyorial. Actualment es troba pràcticament en runes, tot i que les façanes encara conserven el caràcter d'un edifici d'aquestes magnituds.

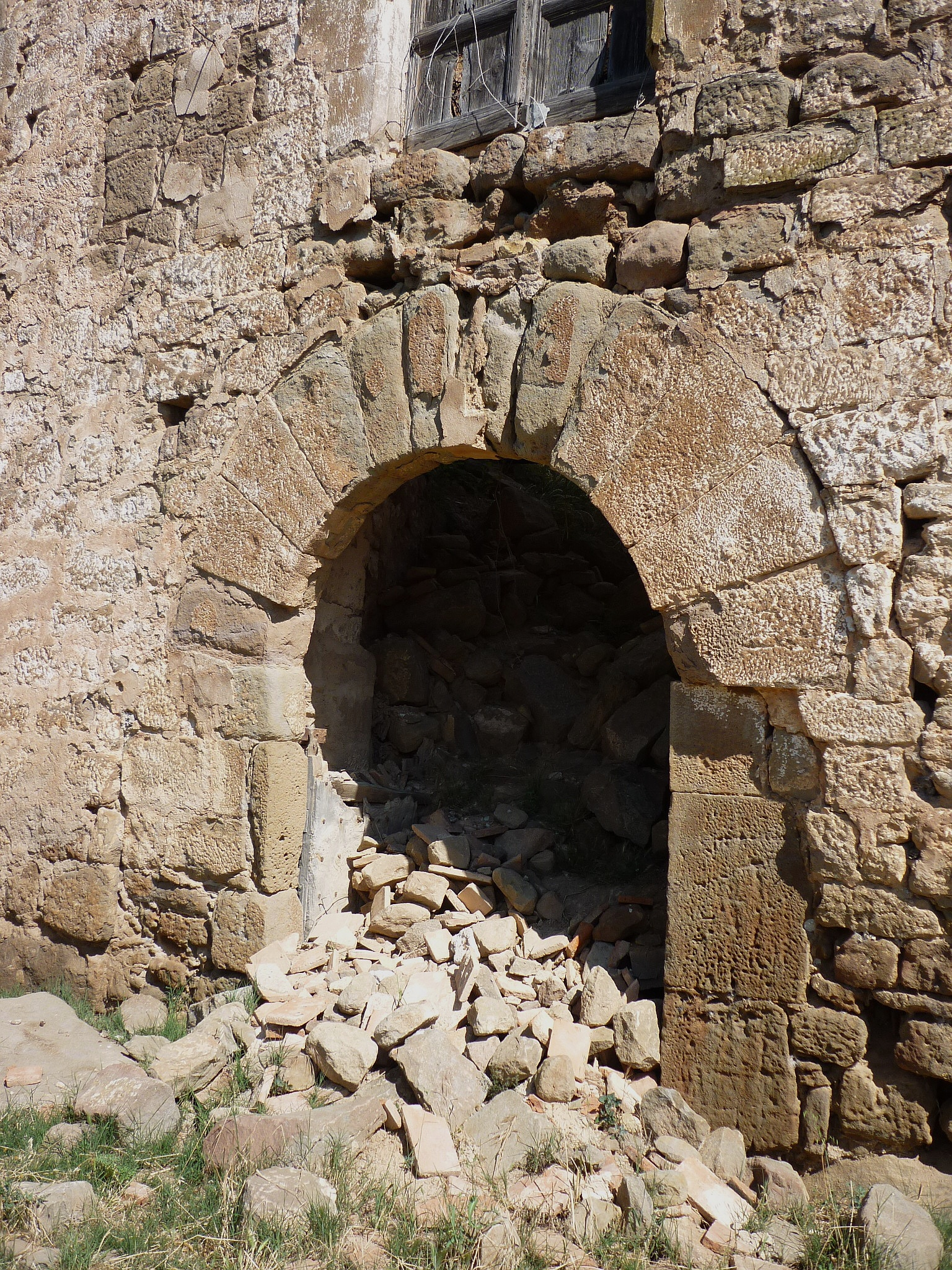
Portada

La façana principal és aquella que mira al S i presenta una portada dovellada a la planta baixa, damunt d'aquesta un gran finestral rectangular flanquejat per dues finestres més petites quadrades, una altra finestra senzilla al segon pis, dues finestres més al pis superior i per acabar la coberta a dues aigües interrompuda al SO per l'estructura d'un pati.
La façana O presenta una petita porta amb llinda a la planta baixa, dues finestres rectangulars horitzontals al primer pis, 3 finestres de diferent mida a la segona planta, l'última planta té tres finestres quadrangulars més i un vessant de teulada, ja que l'altre forma part del pati.
La façana E és la que es troba en més bon estat de conservació i presenta els elements més senyorials de la façana. A la segona planta apareixen dues finestres rectangulars amb ampit i motllura esgraonada i al tercer pis dues finestres quadrangulars amb motllura llisa.
L'interior de l'edifici es troba pràcticament derruït i recobert per males herbes que el fan impracticable.

## Història
Castell termenat. Documentat el 1010.
El castell de Llanera és esmentat ja el 1010 al testament del bisbe de Vic Arnulf. Més endavant el comte i bisbe d'Urgell el cedí a Guifre Eldemar i, si no tenia fills, a la seva canònica. Entre els feudataris hi hagué Pere Humbert, fill d'Humbert Guitard, probablement germà del prepòsit de la canònica solsonina Ramon Guitard, que acompanyà el comte d'Urgell en les expedicions castellanes. La jurisdicció del terme passà a la nissaga dels Vilaró, que tingué un paper important a l'Església de Solsona, però la jurisdicció criminal fou dels vescomtes de Cardona, dins la batllia de Cardona. Del primitiu castell no en queda ni rastre. Les runes actuals són les restes d'un antic casal senyorial fruit de diferents èpoques (s. XVI al XIX).

## Llegendes

### El mal usatge del dret de cuixa al castell de Llanera
S'explica que el Senyor del castell de Llanera va ser un dels darrers nobles que va fer ús dels mals usatges d'exercir el dret de cuixa als seus vassalls, com a símbol de d'autoritat sobre ells. Aquest dret i privilegi del senyor de poder violar qualsevol dona del seu domini, i en particular durant la seva nit de noces, era tota una humiliació per a les dones i els homes serfs que hi vivien.
Un jove pagès, i bon caçador, d'una casa de prop del Castell, va celebrar les seves noces a l'església de Sant Martí de Llanera. Abans d'acabar la cerimònia s'hi va presentar el senyor per recordar-li que després la seva dona l'havia d'anar a veure al castell. Rebel·lant-se contra tanta humiliació, va anar a buscar el seu arc i va esperar que el senyor passes per sobre de la muralla que comunicava l'església amb el castell per tirar-li una fletxa que va li encertat al coll, provocant-li una ferida mortal.
Aquest va ser el darrer senyor del castell de Llanera que va fer ús del dret de cuixa, els seus successors el van abolir. Al jove pagès li van prendre les terres i tots els seus bens.
La història que em van explicar no feia menció del destí de la parella acabada de casar. Vull pensar, i és el meu desig, que van poder fugir cap a ciutat on van gaudir d'una vida feliç, amb salut, prosperitat i nombrosa descendència. Si l'alternativa hagués estat tancar-lo al pou de la biga o fer-li posar els peus als forats a la pedra de la codina, qui m'ho va explicar ho hauria dit.

### El pou de la biga pels condemnats del castell de Llanera
S'explica que a l'interior del castell de Llanera hi ha un pou amb una biga travessera on hi posaven els condemnats, amb menjar de sobres per als dies que hi havien d'estat tancats. Tots els que van haver de complir aquesta pena van morir quan queien al fons del pou vençuts per la son.
El motiu que tenia el Senyor del castell de Llanera per aplicar aquest càstig, era perquè ell no podia condemnar a ningú a mort, aquesta pena només la podia aplicar el vescomte de Cardona, del que depenia jurídicament. Per aquest motiu, i per estalviar-se tramis que considerava innecessaris, aplicava condemnes d'arrest d'uns dies sobre la biga del pou del castell als que els desitjava un final tràgic.
Pel que s'explica, es tractava d'un forat en forma de pou de considerable fondària que encara està a l'interior del castell, sense aigua i amb tallants al fons, però amb una sortida que portava a fora de la fortificació. De manera que si algú hagués sobreviscut a la caiguda, i amb prou mobilitat per a poder caminar, s'hauria pogut escapar. Sembla que no es va poder salvar mai cap dels condemnats.
El darrer propietari que va poder tenir accés al pou, abans que la runa el tapés, va buscar sense èxit aquesta sortida que des de l'interior del pou ha de portar fora del castell. Actualment no es pot accedir al pou per estar tot l'interior del castell ple de runa. L'any 1944 una forta nevada va provocar l'esfondrament de la teulada.

### Sang dels condemnats per a pintar l'església de Sant Martí de Llanera
M'han explicat que les dues marques per posar-hi els peus que podeu trobar a la codina que està a un centener de metres del Castell de Llanera, amb unes regateres que van fins a un forat fet a la mateixa roca com si fos un cóm o un dipòsit, servien per a posar-hi el peus d'un condemnat a mort.

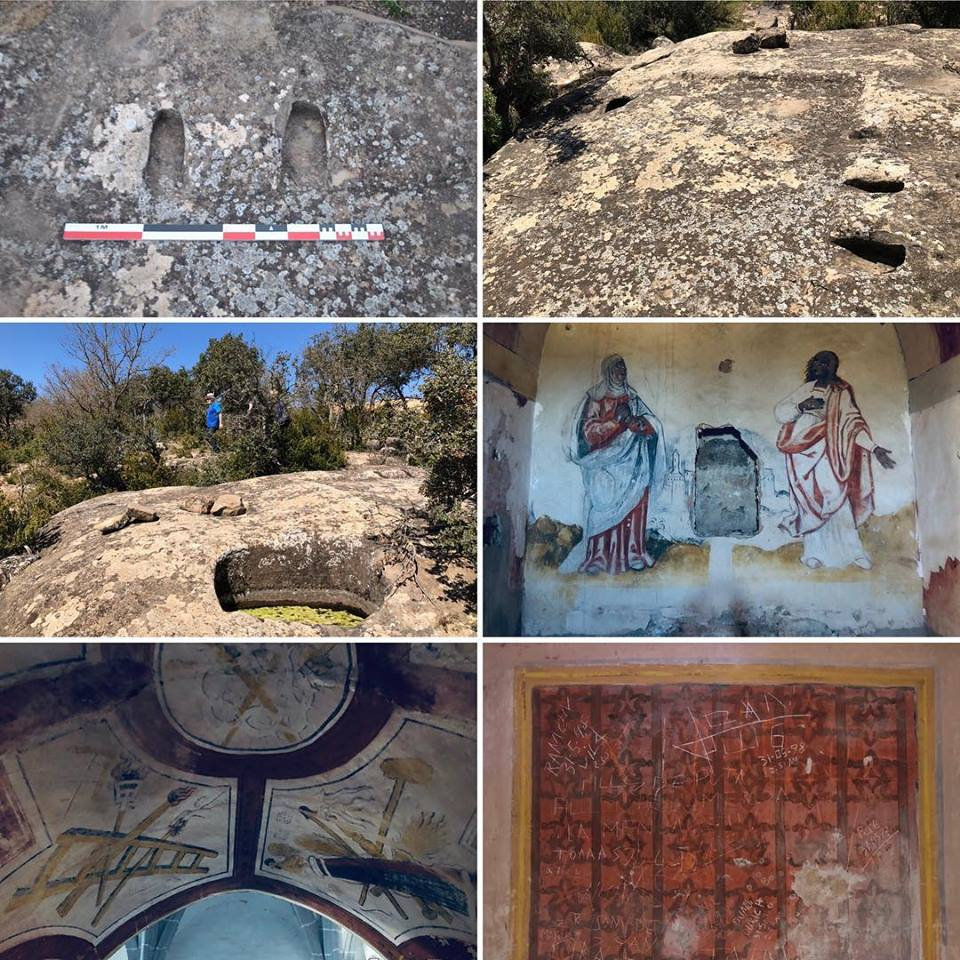
Marques en forma de peu a la codina que està a un centenar de metres del Castell de Llanera

Es veu que en aquell temps, quan passaven aquestes històries, portaven els condemnats a aquestes codines i, convenientment lligats, els feien posar un peu a cada un des forats, de manera que quedessin eixancarrats, per tallar-los-hi els testicles i que s'anessin dessagnant.
La sang regalimava per la codina fins al dipòsit, on la recollien per a fer la pintura vermella amb la que pintaven l'interior de les esglésies.
Una cosa és el que s'explica i l'altra és el perquè realment servien aquest forats a la roca en forma de peu.
Aquests forats, d'origen medieval, són per a muntar-hi una premsa de biga per a extreure el most que queda a la brisa, després d'haver trepitjat el raïm. Eren premses desmuntables per poder-les canviar de vinya, i es podien bastir en codines o en pedres traslladables.
Es un tema molt ben documentat pels germans Ramon i Jaume Corominas i Camp a través d'articles, i d'un llibre sobre premses, tines i trulls medievals al Berguedà, nord del Bages i part del Solsonès.

## Per anar-hi
- Ruta al Castell de Llanera